# 変身 (東野圭吾)
『変身』（へんしん）は、東野圭吾による書き下ろしのサスペンス小説。脳移植により自分の人格が失われていく恐怖と葛藤を描く。
2014年3月現在、発行部数は125万部を超えている。また新井素子は、『パラレルワールド・ラブストーリー』の文庫本巻末に収録された解説の中で、この作品と『分身』『パラレルワールド・ラブストーリー』を合わせて『東野“私”三部作』と命名している。
2003年に漫画化、2005年に映画化され、2014年7月にはWOWOWでテレビドラマ化された。

## あらすじ
成瀬純一が目覚めたのは、見知らぬ部屋のベッドの上だった。思い出せるのは、拳銃で撃たれたことと、純一という名前のみ。脳神経外科の権威である堂元教授によれば、奇跡的に一命を取り留めたものの、3週間も昏睡状態だったという。
回復するにつれ、不動産屋で強盗に遭遇し、その場にいた少女を庇って撃たれたという記憶が蘇ってきた。しかし、鏡に映る自分の顔が一瞬認識できない、嗜好品の好みが変わるなど、昨日までの自分とまるで感性が変わってしまったような奇妙な感覚に戸惑いを覚える。
ある夜、病院内の研究棟とはいえ、シャッターが閉じられ、至る所に鍵がかかっている様子に疑問を抱いた純一は、夜中に忍び込んだ部屋で自分のものと思われる脳が入ったガラス容器を発見する。そして堂元を問い詰め、自分が幸運にも10万分の1の確率だという適合者が見つかったため、世界初の成人脳移植手術を受けたと知る。ドナーについても尋ねるが、堂元は「詮索すべきではない」と決して教えなかった。
検査を受ける日々が続く中、面会が許可されると、強盗事件を担当する刑事倉田謙三がやって来る。そこで純一は初めて事件の詳細や犯人京極瞬介の人となりを聞き、京極が自殺したことを知る。
退院して自宅に戻ると、恋人の葉村恵がいた。喜びを噛みしめる純一だったが、恵を抱いた時、ふと「なぜそばかすがあるのだろう？」と、彼女について残念に思う気持ちが湧き上がる。その他にも、違和感を覚えることが次第に増えていく。同僚を無能としか思えず失望する。今まで描けていた絵が全く描けなくなり、聴覚が異常に鋭くなる。そして何より、恵といても全く楽しいと思えない。
職場の先輩と喧嘩をして酒瓶で殴ろうとしたり、隣人の言動に殺意を抱いてナイフを持ち出したりと、異常だと感じた純一は堂元教授に副作用ではないかと疑問をぶつけるが、堂元は「まずありえない」と相手にしなかった。
しかし納得できない純一は、堂元が席を外した隙にドナー関谷時雄の情報を入手し、時雄の父・関谷明夫のもとを訪れる。そこで聞いた時雄の生前の性格や嗜好の話は、純一に新たな疑念を抱かせた。今の自分とあまりにも違いすぎる、そして父である明夫に会っても何も感じない、ドナーは別の人間なのではないか？と思う。
今の自分の性格や行動パターンは、ドナーだと言われている時雄よりもむしろ犯人の京極に近い。そう考えた純一は倉田刑事から京極の妹のことを聞き出し、ついに京極亮子と対面する。予感はしていたが、実際に目が合った瞬間、全身が硬直した自分に驚愕する。確信した純一が堂元を問い詰めると、ようやく堂元はドナーが時雄ではなく京極である事実を認めた。症状の改善に全力を尽くすという堂元を殴り、純一は拒否する。
だが、変わらず自分を心配してくれる堂元の助手・橘直子とは交流を続けていた。そして初めて堂元以外の医師の診察を受け、成瀬純一本来の右脳意識が消滅しつつあることを悟った純一は、これも京極に支配された行動かもしれないと感じつつも直子を初めて抱き、彼女を信用してもいいかもしれないと思い始める。しかし、自分が留守の間に直子が日記をコピーして誰かに報告しているのを目撃した純一は、彼女の首を絞めて殺害し、屍姦する。
一方、純一の家の裏で飼われている番犬が殺され、ノコギリで切断されたというニュースを見て、何かを感じた恵は純一の部屋に戻っていた。殺人を告白され、迷惑がかかるから帰れと言う純一に「愛しているから」と食い下がり、恵はどんなに冷たくされても二度と純一のそばを離れないと決意する。再び2人で過ごす時間が増え、純一は恵の裸体だけは再び描けるようになっていった。
時が過ぎ、純一の意識がほとんど消滅し、恵の名前もわからなくなった頃、純一は脳移植手術の研究を順調に進めたい何者かに拉致され、焼き殺されかける。恵が裏切ったと考えた純一は恵を殺しかけるが、寸前のところで自分を取り戻し、堂元の研究所へ向かう。
そして、堂元に「移植した部分を再び取り除いてほしい」と頼むが、首を縦に振らない堂元を見て、途中で警官から奪った銃で自分の右側頭部を撃ち抜く。堂元が手術して再び一命を取り留めたものの、純一は無意識の世界を生きる人となる。
恵は純一が生前に描いていた絵を売って延命費用にあてながら純一に寄り添い続けるが、きちんとそばかすまで描いてくれた最後の絵だけは売らずに手元に残していた。

## 登場人物
成瀬純一（なるせ じゅんいち）
24歳。産業機器メーカーのサービス工場、メカニカル・サービス班所属。上司に順従で「お利口さん」と呼ばれる。腹を立てても表に出せず、人の悪口にも加わらない。中肉中背。恋人・恵には「ジュン」と呼ばれる。父は若くして独立し設計事務所を経営していたが、高校3年の時にクモ膜下出血で死亡。母も心臓発作で他界。美大志望から進路を変更し、今の会社の系列の専門学校へ。休日は絵を描く。散弾銃で右後方側頭部から右前頭部を貫通する銃創を負い、脳移植を受ける。人前に出るのが苦手で平凡な生き方を望んでいたが、手術後は公の場への抵抗がなくなる。
葉村恵（はむら めぐみ）
純一の恋人。デザイナーを夢見て上京するも挫折。画材ショップ「新光堂」店員。純一とそこで知り合う。高身長でショートヘア。そばかすが特徴。
堂元（どうげん）
東和大学医学部脳神経外科教授。白髪で金縁眼鏡。
橘直子（たちばな なおこ）
堂元の助手。化粧気はなく、美人ではないが、ジェクリーン・ビセットに似ているとも言える。
若生（わかお）
堂元の助手。顎が尖っている。橘に好意を持つ。
光国（みつくに）
堂元の友人の心理学教授。頭脳明晰そうな小男。堂元の紹介で純一にインタビューを試みる。
葛西三郎（かさい さぶろう）
成瀬の同僚。様子が変わった純一を宥める。
矢部則夫（やべ のりお）
成瀬の同僚。猿顔でひょうきん。
酒井（さかい）
成瀬の先輩（入社2年目）。高身長で痩せ型。喧嘩っ早い。
臼井悠紀夫（うすい ゆきお）
成瀬の隣室の学生。時折、共に酒を飲む。コンピュータゲームが趣味。
関谷時雄（せきや ときお）
成瀬に移植された脳のドナー。22歳没。交通事故死。生前は遊び好きで勉強嫌い。飽きやすいが、半年間のボランティア経験あり。そこでドナー登録。人付き合いが良く、争いを好まない。
関谷明夫（せきや あきお）
時雄の父。「赤煉瓦」という喫茶店を経営。白髪痩身で鼻髭。
京極瞬介（きょうごく しゅんすけ）
不動産屋を襲い、成瀬を撃った犯人。母の死後、内縁の夫である不動産屋社長・番場への復讐を決意し犯行。警察に追い詰められ、百貨店屋上で現金をばら撒き自殺。音大卒。死後、意識は純一の脳を支配する。
京極亮子（きょうごく りょうこ）
瞬介の双子の妹。駅前などで似顔絵描き。ハスキーボイスで敬語が苦手。
番場哲夫（ばんば てつお）
「バンバ不動産」社長。50歳前後。瞬介の母と関係を持つも、瞬介を認知せず。銀髪で体格が良い。
嵯峨典子（さが のりこ）
不動産屋で純一が庇った少女。大きな瞳が印象的。ピアノを熱心に練習している。
嵯峨道彦（さが みちひこ）
典子の父。弁護士。40歳前後。上品で精悍な顔立ち、がっしりした体格。純一に恩を感じ、入院費を負担するなど支援する。
倉田謙三（くらた けんぞう）
捜査一課の刑事。30代半ば。プロ野球選手のような体格。浅黒い肌で粗野な印象。

## 書誌情報
- 単行本：講談社、1991年1月12日、ISBN 978-4-06-193996-7[2]
- ノベルス版：講談社ノベルス、1993年6月5日、ISBN 978-4-06-181689-3[3]
- 文庫：講談社文庫、1994年6月15日、ISBN 978-4-06-185698-1[4]

## 漫画
「週刊ヤングサンデー」にて間瀬元朗による作画で『HEADS』（ヘッズ）のタイトルで漫画が連載された。

### 書誌情報（漫画）
- 東野圭吾（原作） / 間瀬元朗（作画） 『HEADS』 小学館〈ヤングサンデーコミックス〉、全4巻
  1. 2003年2月5日発売[5]、ISBN 978-4-09-152791-2
  2. 2003年2月5日発売[6]、ISBN 978-4-09-152792-9
  3. 2003年5月2日発売[7]、ISBN 978-4-09-152793-6
  4. 2003年6月5日発売[8]、ISBN 978-4-09-152794-3

## 映画
2005年11月19日公開。佐野智樹の監督デビュー作品である。エピソードの一部がなくなっており、ストーリーも原作とは少し変えられている。

### ストーリー
或る大学病院の研究室の中で眼を醒ました成瀬純一は、脳医学の権威であるという、医師の堂元博士から、世界初の脳移植手術に成功したと聞かされる。手術は成功したように思われたが、だんだんと違和感を覚えはじめる。病院を退院した後も、違和感は少しずつ大きくなってゆく。食べ物の好みや、画風、性格そのものが、次第に変貌して行く。

### キャスト（映画）
- 成瀬純一 - 玉木宏[10]
- 葉村恵 - 蒼井優[10]
- 橘直子 - 佐田真由美
- 若生健一 - 山下徹大
- 牧田香織 ‐ 加茂美穂子
- 京極瞬介 - 松田悟志
- 京極亮子 - 釈由美子（特別出演）
- 堂元英隆 - 北村和夫
- 嵯峨道彦 - 春田純一
- 番場哲夫 - 石田太郎
- 蟹江一平、和泉宗兵、山本康平、山西道広、石井智也、那須佐代子、飯野芹菜、増子倭文江 ほか

### スタッフ（映画）
- 原作 - 東野圭吾「変身」（講談社文庫）
- 監督 - 佐野智樹
- 脚本 - よしだあつこ
- 音楽 - 崎谷健次郎
- 主題歌 - 拝郷メイコ「蒼い花」
- 撮影 - 浜田毅
- 照明 - 高屋齋
- 録音 - 北村峰晴
- 美術 - 丸尾智行
- 編集 - 大永昌弘
- 監督補 - 佐伯竜一
- 助監督 - 宮崎紀彦、茶谷和行、池田千尋
- 音響効果 - 渡部健一（カモメファン）
- 音楽プロデューサー - 長岡和弘
- 絵画担当 - 中川理仁
- 特殊メイク - 江川悦子（メイクアップディメンションズ）
- 技斗 - 二家本辰巳
- タイトル - マリンポスト
- 現像 - 東京現像所
- スタジオ - 日活撮影所
- 企画協力 - 講談社文庫出版部
- エグゼクティブプロデューサー - 古屋文明、宮下昌幸、三宅澄二
- プロデューサー - 小林智浩、曽根祥子、八木欣也
- 製作プロダクション - スーパービジョン
- 製作 - 日本出版販売、アミューズソフトエンタテインメント、ミコット・エンド・バサラ
- 配給 - 日本出版販売

### 関連商品
- DVD：2006年5月26日、日本出版販売、JAN 4527427633971

## テレビドラマ
『東野圭吾「変身」』（ひがしのけいご へんしん）のタイトルで、2014年7月27日から8月24日までWOWOW「連続ドラマW」で放送された。全5話。
監督の永田琴が東野圭吾の作品を手掛けるのは『分身』に続いて2作目。そして神木隆之介と仕事をするのは2007年の映画『Little DJ〜小さな恋の物語』以来だったが、その成長ぶりに安心したという。「医療サスペンスとしてだけではなく純一と恵の恋愛ドラマとして描きたい」という思いもあったため、初共演となる神木と二階堂の芝居の違いや相性も心配したが、2人は小説や脚本を読むだけではわからないお互いの役の変化を感じ合いながら撮影を進め、「人間関係を繊細に描くことができた。」「サスペンスの中の2人の純愛を見てほしい。」と満足いく出来栄えになったと語っている。

### キャスト（テレビドラマ）

#### 主要人物
- 成瀬純一 - 神木隆之介[1][13]
- 葉村恵 - 二階堂ふみ[12]

#### 東和大学附属病院
- 橘直子 - 臼田あさ美
- 光国隆康 - 戸次重幸
- 若生健一 - 東根作寿英
- 堂元博 - 伊武雅刀

#### その他
- 葉村春彦 - 松重豊
- 京極瞬介 - 渡部豪太
- 牧村一身 - マキタスポーツ
- 葛西三朗 - 中尾明慶
- 京極亮子 - 本田翼
- 倉田謙三 - 村上淳
- 柏原収史
- 相島一之
- 正名僕蔵
- 深水元基
- 番場哲夫 - 堀内正美
- 松山貴夫 ‐ 大西武志
- 弓削智久
- 井出卓也
- 川島潤哉
- 小島康志
- 阿南敦子
- 赤間浩一
- 相築あきこ
- 山田沙椰
- 白石タダシ
- 吉浦波琉
- 白神馨之
- 栗原義彦
- 児玉祐太
- 原田竜也
- 若林久弥
- 高橋端紀
- 仁村俊祐
- 渡部祐希
- 前川茂輝

### スタッフ（テレビドラマ）
- 原作 - 東野圭吾（『変身』講談社文庫刊）
- 監督 - 永田琴
- 脚本 - 吉田紀子、田辺満
- 音楽 - 窪田ミナ
- 主題歌 - 高橋優「おやすみ」[14]
- プロデューサー - 井上衛、渡邉浩仁
- 撮影 - 福本淳
- 照明 - 市川徳充
- 録音 - 渡辺真司
- 美術 - 丸尾知行
- 装飾 - 吉村昌悟
- 記録 - 増田千尋
- 助監督 - 岸塚祐季
- スケジューラー - 井原眞治
- 編集 - 山中貴夫
- VFX - 菊間潤子
- スタイリスト - 棚橋公子
- ヘアメイク - 富内三千代、梅原さとこ
- 制作担当 - 島川統ノ介
- ラインプロデューサー - 志田篤彦
- 監督助手 - 芳賀有悟、中川充、上田迅
- 撮影助手 - 大内泰、佐藤光
- 照明助手 - 内田浩策、上村ちひろ
- 録音助手 - 猪股正章、佐藤祐美
- 録音応援 - 島津未来介、川俣武史
- 美術助手 - 沖原正純、小林亜妃
- 美術(絵画) - 原島礼和
- 小道具 - 柳澤玲
- スタイリスト助手 - 中田麻未、上田紗栄
- 特殊メイク - 江川悦子、山岸福明
- スチール - 奥川彰
- 編集助手 - 村越徹
- ライン編集 - 野間実
- カラリスト - 福本淳
- CG - 田中貴志、松本絵里子
- MA - 越智美香
- 選曲 - 原田慎也
- 音響効果 - 茂野敦史
- 演出協力 - 相沢淳
- アクションコーディネーター - カラサワイサオ
- 医療監修 - 内田耕一、内ヶ崎酉作
- 医事指導 - 堀エリカ
- 理学療法士 - 佐野勇介
- 英会話指導 - 前川茂輝
- 絵指導 - 五十嵐ありさ
- 法律指導 - 本山信二郎
- 方言指導 - 小暮智美、逢笠恵祐
- メイキング - 水上大祐、端哲良
- 車輌 - 渡辺貴生、今井泰生、宮路雅人、坂場毅、桑原英次
- 制作主任 - 小野山哲史、飯盛雅仁
- 制作進行 - 永井忍、矢作彩夏
- 制作応援 - 角屋拓海
- アシスタントプロデューサー - 牛田直美、成田有一
- プロデュース補 - 小林泰子

| WOWOW 連続ドラマW                                  | WOWOW 連続ドラマW                            | WOWOW 連続ドラマW                    |
| 前番組                                             | 番組名                                       | 次番組                               |
| -------------------------------------------------- | -------------------------------------------- | ------------------------------------ |
| MOZU Season2〜幻の翼〜 （2014年6月22日 - 7月20日） | 東野圭吾「変身」 （2014年7月27日 - 8月24日） | 罪人の嘘 （2014年8月31日 - 9月28日） |